# Parania geniculata
Parania geniculata là một loài tò vò trong họ Ichneumonidae.